# Ayrshire (Iowa)
Pour les articles homonymes, voir Ayrshire.
Ayrshire est une petite localité du comté de Palo Alto, situé dans l'Iowa, États-Unis. La population était de 202 personnes lors du recensement de 2000.

## Histoire
Ayrshire a été fondée en 1882. En 1972, la ville a attiré l'attention du pays pour avoir eu le plus jeune maire en Amérique. Jody Smith avait 19 ans quand il fut élu maire.